# Route de Narbonne
La route de Narbonne (en occitan : rota de Narbona) est une voie publique de Toulouse, chef-lieu de la région Occitanie, dans le Midi de la France. Elle forme l'axe principal du quartier de Rangueil, dans le secteur 5 - Sud-Est.

## Situation et accès

### Description
La route de Narbonne est une voie publique située au sud de Toulouse. Longue de plus de 2 600 mètres, c'est une des plus importantes voies de Toulouse. Elle est prolongée, au nord, par l'avenue Jules-Julien, l'avenue de l'U.R.S.S. et la grande-rue Saint-Michel, qui aboutit à la place Auguste-Lafourcade et à l'entrée sud du centre-ville, et au sud par l'avenue Tolosane, qui traverse la commune de Ramonville-Saint-Agne. 
La route de Narbonne correspond d'ailleurs à une partie de l'ancienne route impériale 133, qui allait de Toulouse à Narbonne, devenue route nationale 113, et prolongée en 1949 de Bordeaux à Marseille. En 2006, la majeure partie de la route est déclassée, et la partie qui se trouve dans le département de la Haute-Garonne devient la route départementale 113, qui va de Toulouse au seuil de Naurouze, près d'Avignonet-Lauragais. Finalement, en 2017, la gestion de la route est transférée à Toulouse Métropole sur la partie qui en traverse le territoire et elle est devenue la route métropolitaine 113.

### Voies rencontrées
La route de Narbonne rencontre les voies suivantes, dans l'ordre des numéros croissants (« g » indique que la rue se situe à gauche, « d » à droite) :
1. Avenue d'Empalot (A 620) - Échangeur no 23
2. Rue du Bon-Voisin (d)
3. Rue Louis-Eydoux (d)
4. Impasse de la Sicile (g)
5. Impasse Camille-Matignon (d)
6. Rue de Castanet (g)
7. Rue du Pouset (d)
8. Avenue des Coteaux (d)
9. Rue des Cèdres (g)
10. Impasse des Deux-Sèvres (g)
11. Rue Lucien-Mirouse (g)
12. Rue Caubère (d)
13. Rue des Roseaux (g)
14. Rue des Pivoines (d)
15. Rue des Géraniums (d)
16. Chemin de la Pélude (g)
17. Rue Henri-de-Sahuqué (d)
18. Rue Maurice-Bécanne (d)
19. Chemin des Maraîchers (g)
20. Avenue du Professeur-Joseph-Ducuing (d)
21. Allée Louis-Lareng (g)
22. Chemin du Téléphérique (g)
23. Allée Émile-Durand (g)
24. Impasse André-Marfaing (d)
25. Chemin de la Bourdette (d)
26. Avenue Pierre-Georges-Latécoère (g)
27. Chemin des Sauges (d)
28. Chemin des Clotasses (d)
29. Allée des Grands-Chênes (g)
30. Avenue Tolosane – Ramonville-Saint-Agne

### Transports
La route de Narbonne est largement desservie par les transports en commun Tisséo. Elle est parcourue et desservie, depuis l'avenue Jules-Julien et les allées Louis-Lareng, par les lignes de bus 3444 et, depuis l'avenue du Professeur-Joseph-Ducuing, par les lignes de bus 5478115. C'est au carrefour des allées Louis-Lareng que se trouvent également la station Université-Paul-Sabatier, sur la ligne de métro , ainsi que la station terminus du téléphérique Téléo. Au-delà, et jusqu'à la limite communale de Ramonville-Saint-Agne, la route de Narbonne est parcourue par les lignes de bus 568182. Au carrefour de l'avenue Pierre-Georges-Latécoère, la ligne de bus 112 rejoint la station Ramonville, terminus de la ligne .
Il existe plusieurs stations de vélos en libre-service VélôToulouse le long de la route de Narbonne ou des voies les plus proches : ce sont les stations no 160 (21 avenue des Écoles-Jules-Julien), no 227 (118 route de Narbonne), no 231 (215 route de Narbonne), no 232 (73 route de Narbonne) et no 233 (105 route de Narbonne).

## Odonymie
Au Moyen Âge, la route de Narbonne était une partie du Grand-chemin Français – nom qu'elle partageait avec les actuelles avenues de l'URSS et Jules-Julien qui la prolongent au nord : cette appellation – caminus Francigenus en latin –, se rencontre déjà au début du XIIIe siècle. À partir du XVIIIe siècle se trouvait plus souvent le nom de route de Montpellier. En 1811, elle devint la route de Narbonne, puisqu'elle suivait le tracé de la route impériale no 133, devenue la route royale, puis nationale no 113, qui allait de Toulouse à Narbonne, mais sans que le nom de Montpellier ne disparaisse totalement. C'est finalement en 1934 que la route prit son nom définitif.

## Patrimoine et lieux d'intérêt

### Immeubles et maisons
- no  28 : maison[5].

- no  52 : immeuble.

- no  55 : ferme Sangely. 
La ferme de l'horticulteur Sangely est construite dans la deuxième moitié du XIXe siècle. Le portail d'entrée est encadré par deux piliers à base carrée. Le corps de bâtiment principal est caractéristique des maisons toulousaines. Il est bâti en brique, parallèlement à la route de Narbonne. Il s'élève sur deux niveaux (un rez-de-chaussée et un étage de comble), séparés par un cordon de brique. Le comble, qui servait de réserve, est percé d'ouvertures qui ont conservé leur encadrement en terre cuite, sauf celle de gauche, fermée par un volet en bois[6].

- no  76 : maison néo-basque[7].

- no  82 : villa Argentina[8].

- no  94 : maison néo-basque.

- no  101 : maison Gayraud. 
La maison est construite en 1912 pour le compte de M. Gayraud , selon les plans de l'architecte Étienne Gogé. Elle se dresse à l'angle de la rue Henri-de-Sahuqué (actuel no 55) et s'élève, selon un plan carré, sur quatre niveaux : un sous-sol, un rez-de-chaussée, un étage et un niveau de comble. Les façades sont enduites, mais animées par la polychromie de la brique laissée apparente dans les encadrements de la porte et des fenêtres, et des cordons qui courent au niveau des appuis des fenêtres du rez-de-chaussée et de l'imposte de celles de l'étage. Sur la rue Henri-Sahuqué, un escalier extérieur mène à la porte du rez-de-chaussée surélevé et un oculus éclaire le comble. La façade sur la route de Narbonne est mise en valeur par le décor des fenêtres inspiré par l'Art nouveau : au rez-de-chaussée, elles ont des volutes à la naissance des arcs, prolongés par des corniches qui soutiennent les balconnets des fenêtres de l'étage, ornés de garde-corps en ferronerie[9].

- no  118-118 bis : direction régionale du CIC-Société bordelaise.

- no  277 : maison les Bourdettes. 
La maison est construite dans la deuxième moitié du XIXe siècle. Le corps de bâtiment à gauche, qui correspond au logis principal s'élève sur deux niveaux, séparés par un cordon de brique. Il a probablement été amputé de plusieurs travées lors de la construction de la maison voisine dans les années 1930 (actuel no 279). Il reste encore les pilastres superposés qui encadraient la façade du côté droit. Le corps de bâtiment à droite correspond aux anciens communs[10].

### Université Toulouse-III-Paul-Sabatier
- no  100 : Faculté de chirurgie dentaire.

- no  115 : Institut universitaire de technologie Paul-Sabatier. 
L'Institut universitaire de technologie Paul-Sabatier occupe un vaste quadrilatère entre la route de Narbonne et le chemin de la Salade-Ponsan (actuels no 50-56). Il regroupe les départements Gestion des entreprises et des administrations (GEA), Techniques de commercialisation (TC), Information Communication (IC), Mesures physiques (MP), Génie électrique et informatique industrielle (GEII), ainsi qu'une bibliothèque universitaire et les bâtiments des cités universitaires At'ome, Olympe de Gouges et Ponsan-Bellevue.

- no  133 : Faculté de médecine.

### Autres établissements d'enseignement
- no  205 : CNRS (Laboratoire de chimie de coordination et Institut de pharmacologie et de biologie structurale). 
En 1974, le CNRS crée le Laboratoire de chimie de coordination (LCC), placé sous la direction de Fernand Gallais. Il forme la composante majeure de l'Institut de chimie de Toulouse. Les axes de recherche du laboratoire s'organisent autour de trois thématiques : chimie fine, chimie de coordination et catalyse tournées vers le développement durable ; matériaux moléculaires à l'interface avec la physique, les nanosciences et les nanotechnologies ; chimie bio-inorganique et rôle des métaux en biologie à l'interface avec les sciences de la vie.